# Елецкое (Липецкая область)
Еле́цкое — село Ленинского сельсовета Липецкого района Липецкой области. 

## География
Расположено на правом берегу реки Воронежа.

## История
Боярин И. Н. Романов, построивший в селе Романове (ныне Ленино) в 1614 году крепость, начал рядом селить слободы. В сёлах близ города Ельца он забирал крестьян и поселял их насильно около крепости. Только в одном 1628 году таким образом переселено 194 ельчанина. Одна из слобод, ставшая позднее селом, и получила тогда название Елецкая, позже трансформировавшееся в Елецкое.

## Население
| 2010 | 2012  |
| ---- | ----- |
| 1204 | ↘1174 |

## Инфраструктура
В Елецком пять улиц: 1-го Мая, 9-го Мая, Гагарина, Прудная, Новая. 